# Санктуарій

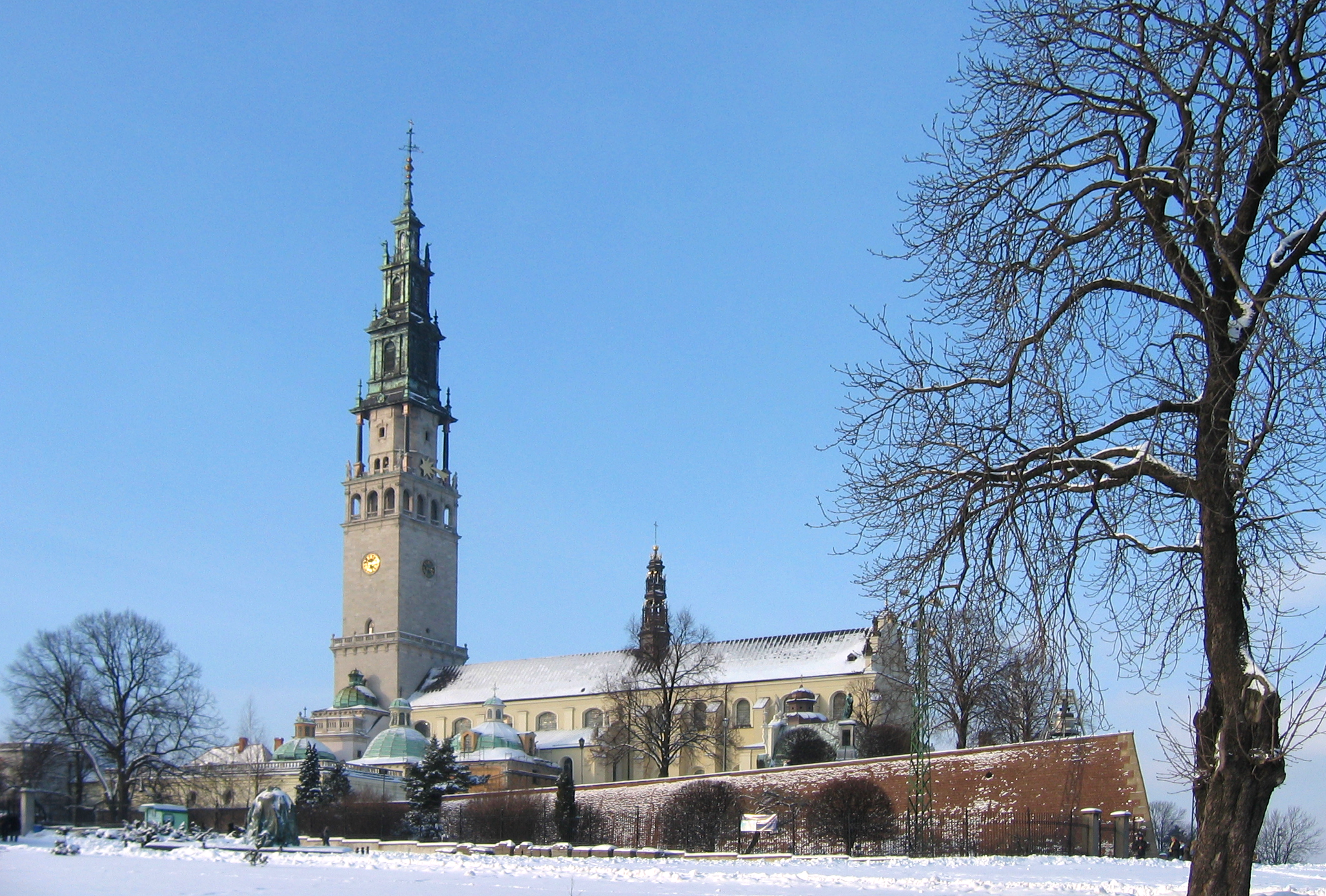
Санктуарій на Ясній Ґурі в Ченстохові

Санктуарій (лат. Sanctuarium від Sanctus «святий») — термін, що використовують для опису святих місць, часто ототожнюється з храмом чи будівлею, спорудженою на місці, що вважається священним.
Зустрічається в багатьох релігіях. Одним з найстаріших санктуаріїв Європи вважається монументальна споруда в Стоунхенджі. Давні слов'яни місця для санктуарію зазвичай обирали з їх географічних чи рельєфних властивостей — вершини гір та великі пагорби, вигини річок, острови та півострови. Такі священні місця називали капищами або требищами. Під час християнізації переважно були зруйновані або на їх місці будували християнські храми.

## Католицька церква
У католицькій церкві санктуарій — це простір, що вважається святим місцем, в якому Бог надприродним чином дарує свою благодать; це місце до якого здійснюють прощу численні вірні. У багатьох із цих місць відбулися надзвичайні речі, об'явлення, чудесні зцілення та навернення.
Зазвичай санктуарій — це церква або її частина. У католицькій церкві є ерекційні санктуарії, тобто ті, існування яких санкціоновано компетентними церковними органами, і ті, які не мають такого статусу (наприклад, парафіяльні, місцеві, регіональні).
Ерекційний католицький санктуарій повинен мати свого настоятеля чи іншого керівника, завданням якого є піклування про паломників, надання їм вільного доступу до форм богослужінь у літургійній формі (церковних таїнств), адже однією з основних цілей вірних є отримання відпущення гріхів. Настоятель санктуаріуму також збирає і зберігає документацію та воти.
Кодекс Канонічного права розділяє ерекційні санктуарії в залежності від влади, що їх заснувала:
- дієцезіальний або єпархіальний (зведений єпархіальним єпископом)
- національний (через Єпископальну конференцію)
- міжнародний (через Святий Престол).

В Україні серед дієцезіальних санктуаріїв можна виділити, наприклад, Санктуарій Матері Божої Цариці миру у Більшівцях (Івано-Франківська область, Львівська архідієцезія), відродженням якого опікується орден братів менших конвентуальних. Національним в Україні є санктуарій Матері Божої Святого Скапулярію у Бердичеві.
Сучасна католицька моральна теологія зазвичай використовує визначення людського сумління, встановлене ІІ Ватиканським собором, в якому застосовується метафоричне посилання на санктуарій, називаючи його «найтаємничішим осередком та санктуарієм людини».